# كايل جونز (تريثلت)
كايل جونز (بالفرنسية: Kyle Jones) (و. 1984  م) هو متسابق ثلاثي كندي، ولد في هاميلتون، شارك في الألعاب الأولمبية الصيفية 2012.

## روابط خارجية
- كايل جونز على موقع أوليمبيديا (الإنجليزية)
- كايل جونز على موقع اتحاد ألعاب الكومنولث (مؤرشف) (الإنجليزية)